# Thomas Gates
Thomas Gates (1585 – 1621) è stato un funzionario e politico britannico, della Virginia Company, nominato governatore della Colonia della Virginia.

## Biografia
Thomas Gates subentrò a George Percy nella funzione di governatore di Jamestown, la colonia inglese di Virginia (ora Stato federale della Virginia, parte degli Stati Uniti d'America). Percy, a causa della sua inettitudine, fu responsabile della morte durante il periodo di carestia che seguì alla fondazione del primo insediamento inglese in America avvenuta nel 1607. Gates arrivò giusto in tempo per vedere gli ultimi coloni sopravvissuti al comando di Percy.

## Elenco dei governatori della Colonia della Virginia
- Edward Maria Wingfield (1607)
- John Ratcliffe (1608)
- Matthew Scrivener (1608)
- John Smith (1608–1609)
- George Percy (1609–1610)
- Thomas Gates (1610)
- Thomas West, III barone De La Warr (1610–1611)
- George Percy (1611)
- Thomas Dale (1611, 1614–1616)
- Thomas Gates (1611 – 1614)

Gates governò in stretta collaborazione con Sir Thomas Dale. Essi fecero in modo da consentire la sopravvivenza dei pochi coloni rimasti, regolando con metodi rigidi la distribuzione delle poche risorse disponibili. In ogni caso non li aiutarono a sviluppare le loro attività lavorative.
Gates venne nominato dalla Virginia Company, che aveva stabilito un insediamento a Jamestown dietro una concessione del re d'Inghilterra per la colonizzazione dell'America. Egli era partito per Jamestown il 2 giugno 1609, la Sea Venture partì da Plymouth come nave ammiraglia di una flotta di sette navi più due destinate alla colonia di Jamestown. Il convoglio era il terzo rifornimento destinato alla Virginia e portava tra 500 e 600 coloni. Il 24 luglio, la flotta incappò in una tempesta tropicale, simile ad un uragano, e le navi si dispersero. La Sea Venture lottò nella tempesta per tre giorni. Navi della sua stazza avevano resistito a tempeste del genere ma la Sea Venture aveva evidentemente dei problemi non avendo potuto subire un collaudo preventivo. Il calafataggio non era stato evidentemente eseguito a regola d'arte e l'imbarcazione incominciò ad imbarcare acqua. I passeggeri tentarono di turare le falle con le loro mani ma l'acqua continuava ad entrare nella stiva. I cannoni vennero gettati in mare per alleggerire la nave ma ciò non fu sufficiente. L'ammiraglio Sir George Somers, che aveva condotto personalmente la nave, quando la mattina del 25 luglio intravide all'orizzonte una lingua di terra, vi si diresse deliberatamente per far incagliare la nave. Ciò consentì a tutti i 150 passeggeri di mettersi in salvo ma la nave andò distrutta.
La nave era giunta sull'isola Saint George dell'arcipelago delle Bermuda. L'arcipelago venne  denominato "The Somers Isles" dal nome dell'ammiraglio Somers, ed oggi è conosciuto come Bermuda. Utilizzando materiale della Sea Venture, i sopravvissuti costruirono due navi più piccole, Deliverance e Patience. Dieci mesi più tardi continuarono il loro viaggio verso Jamestown, lasciando diversi uominio sull'arcipelago per prenderne possesso.  Arrivati a Jamestown il 23 maggio 1610, trovarono che l'80% dei 600 coloni erano morti di stenti e di malaria che infestava le zone acquitrinose dell'insediamento. I superstiti delle Bermuda erano riusciti a trovare una colonia prospera a Jamestown ed avevano portato una piccola quantità di cibo con loro. I coloni di Jamestown si salvarono soltanto con l'arrivo di una missione di rifornimenti capeggiata da Thomas West, III barone De La Warr, meglio noto come "Lord Delaware", meno di tre settimane dopo.

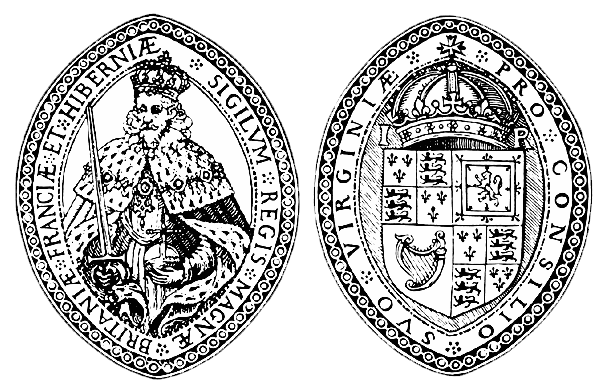
Fronte e retro dello stemma della Virginia Company

Nel 1612, la concessione della London Company venne ufficialmente estesa alle Somers Isles quali possedimenti della Colonia della Virginia. Nel 1615, però, le isole passarono ad un'altra compagnia, la Somers Isles Company, formata dagli stessi azionisti della London Company.
L'azione di governo di sir Gates, è stata documentata dal suo segretario  William Strachey, e venne poi pubblicata come True repertory of the wreck and redemption of Sir Thomas Gates.